# Keith Elliott Hedley Morris
Sir Keith Elliott Hedley Morris KBE CMG (* 1934) ist ein ehemaliger britischer Diplomat.

## Leben
Keith Morris studierte an der Cambridge University und am Amherst College, Massachusetts.
Er trat 1959 in den auswärtigen Dienst und war von 1967 bis 1971 in Dakar, Algier und Bogotá akkreditiert. Von 1967 bis 1971 war er in Warschau, Mailand und 1983 in Mexiko akkreditiert.
Keith Morris studierte 1986 am Royal College of Defence Studies.
1996 war Sir Keith Morris an der Gründung der britisch kolumbianischen Handelskammer beteiligt, saß ihr vor und war ab 1999 Direktor dieser Einrichtung. Von 1995 bis 200 forsche Morris als Fellow am Institut für Lateinamerika-Studien, London. Er sitzt im Aufsichtsrat der Anwaltssozietät Parra, Rodriguez, Cavelier und des International Council on Security and Development.
Keith Morris ist mit María del Carmen Morris verheiratet.
Bekannt ist seine Abkehr von der Position, den Handel mit Betäubungsmitteln mit militärischen Mitteln zu bekämpfen, und sein Einsatz für die Legalisierung von Drogen.

„The drug war is unwinnable, costly, and counterproductive... Colombia saw a dramatic increase in violence and corruption as prohibition made cocaine a profitable commodity.“

Er konnte bei seinen Aufenthalten in Kolumbien miterleben, wie sich aus einem geduldeten Anbau der Kokapflanze für den lokalen Konsum der umsatzstärkste Exportwirtschaftszweig Kolumbiens entwickelte.